# 刀真
『刀真』（とうま）は、石渡洋二による日本のバイオレンスアクション漫画作品。『週刊少年チャンピオン』（秋田書店）に2001年51号から2002年2+3号まで連載されていた。

## あらすじ
狂気に憑かれた刀鍛冶・南雲宗一が鍛えた変形刀による殺人事件が発生。事件を追う石津警部の前に、変形刀を振るう武道家くずれの剣士たちと、彼らを狩る少年・刀真が現れる。

## 登場人物
南雲 刀真（なぐも とうま）
南雲宗一の養子で白髪の少年。宗一を殺し変形刀を奪った武道家くずれの男達を追う。黒い刀身の刀を持つ。
石津警部（いしづけいぶ）
武道家くずれたちの変形刀による殺人事件を追う刑事。
南雲 宗一（なぐも そういち）
稲葉刃衛の弟子だった男。美術品に成り下がった刀に見切りをつけ、人を殺すための道具としての変形刀を創ったため破門される。稲葉拓磨に斬殺され、変形刀を奪われる。
稲葉 塵衛（いなば じんえ）
1804本の刀を打った刀鍛冶。人間国宝にして日本古美術保存会名誉理事。
稲葉 拓磨（いなば たくま）
武道家くずれ集団の頭目。塵衛の息子。変形刀「砕と裂」を所持。
藤本（ふじもと）
武道家くずれ集団の1人。変形刀「羽刃四本重」を所持。刀真に対峙した時に恐怖にかられたため、拓磨に斬殺される。
小柄な男　
武道家くずれ集団の1人。変形刀「倶螂刃」を所持し、石津の知り合いである闇医者を殺害。
オールバックの男
武道家くずれ集団の1人。変形刀「章魚爪」を所持し、多数の警察官を一度に殺害。
倉間（くらま）
武道家くずれ集団の1人。巨漢。変形刀「凰偽丸」で警察官を斬殺。刀真に最初に殺される。

## 変形刀
扇剣・凰偽丸（おうぎまる）
巨大な鉄扇。畳めば巨大な一枚刃になり、開けば楯にもなる。銃弾を弾く事を第一としたため、刃は肉厚で重量は20kgを超える。
多殺剣・章魚爪（たこづめ）
折りたたみ式の8本の刃を両手に装着し、刃を伸ばして遠方の敵を殺す。同時に複数の敵を殺せるが、基本的に奇襲用。
必殺刀・倶螂刃（くろうば）
刺突用の短刀。柄のスイッチを押すと強力なバネ仕掛けで折りたたまれた刃が傘のように開く。胴体に刺せば急所を外していても刹那に開かれる3つの刃で臓腑を斬り裂き確実に絶命しうる。
投撃剣・羽刃四本重（はじんしほんがさね）
アフリカ投げナイフやブーメランなど、不規則な軌道で飛ぶナイフを4本装着した剣。一振りで4本同時に飛ばす事も可能。
両刃の剣・砕と裂（さいとれつ）
敵の武器を砕くナタの刃と人肉を斬り裂くカミソリの刃を備えた両刃の剣。南雲宗一が打った最初の変形刀。
六本目の刀
南雲宗一が最後に鍛えた刀。“人の手に入らぬ刀”。

## 各話サブタイトル
1話「名を刀真と言う也」
2話「人にあらず」
3話「花が咲く」
4話「会おうか」
5話「その名を呼ぶな」（最終話）